# 方方
方 方（ほう ほう、ファン・ファン、1955年5月11日 - ）は、中華人民共和国の小説家。本名は汪芳（ワンファン）。江蘇省南京市出身。

## 略歴
1955年5月11日、江蘇省南京市に生まれた。外祖父の楊賡笙は辛亥革命の元老で、『討袁檄文』を書いている。おじの楊叔子は華中科技大学の校長で、おじの汪辟疆は文学研究者。父は1937年上海交通大学を卒業した。
1957年、両親に従って武漢市に引っ越した。運搬工として肉体労働に従事した後、文化大革命の後、武漢大学に入学。在学中より、創作活動を始める。1982年に大学を卒業、同年、湖北電視台に入局、ドラマの脚本などを執筆。同年、作品を発表し始めた。1980年代から、武漢を舞台に、社会の底辺で生きる人々の姿を丁寧に描いた小説を数多く発表。1989年、湖北省作家協会に加入して、専業作家となる。1994年から、『今日名流』という雑誌の編集長を勤めた。2007年9月、湖北省作家協会第5回代表大会で10日、方方が主席に選出された。2010年、中編「琴断口」が、中国でもっとも名誉ある文学賞の一つ魯迅文学賞を受賞。「新写実小説」の担い手として高い評価を受けている。主要な作品は、映画化もされた「胸に突き刺さる矢」(2007年、邦題は「風水」)、『武昌城』(2011年)、『柩のない埋葬』(2016年)など。
2020年のコロナ禍においてネット上で発表された、「武漢日記 （方方日記）」で注目される。

## 作品
- 『紙婚年』
- 『風景』
- 『桃花燦爛』
- 『出門尋死』
- 『万箭穿心』
- 『十八歳進行曲』
- 『行雲流水』
- 『落日』（邦題:落日 ―とかく家族は）
- 『軟埋』（邦題:柩のない埋葬）
- 『武漢日記』（方方日記）[6]

## 文学賞
- 1987年、『風景』、全国優秀中篇小説賞[1]。
- 1996年、『桃花燦爛』、第5期百花賞。
- 『出門尋死』『万箭穿心』、第13期百花賞。
- 2010年、『琴断口』、魯迅文学賞[1]。
- 2017年、『軟埋』（柩のない埋葬）、路遥文学賞[1]。

## 日本語訳
- 『落日 ―とかく家族は』渡辺新一訳、勉誠出版、2012年 ISBN 978-4-585-29518-1
  - 「待ち伏せ」「父のなかの祖父」「落日 ―とかく家族は」を収録。
- 『武漢日記　封鎖下の60日の魂の記録』飯塚容、渡辺新一訳、河出書房新社、2020年 ISBN 978-4-309-20800-8
- 『柩のない埋葬』渡辺新一訳、河出書房新社、2022年 ISBN 978-4-309-20849-7

## 映画化
- 張り込み - 1997年。「待ち伏せ」(埋伏)が原作。